# Samuel Firlej Broniewski
Samuel Firlej Broniewski herbu Lewart – podkomorzy czernihowski w latach 1662–1674, podstoli czernihowski w latach 1653–1662, rotmistrz królewski w 1666 roku,
Syn kasztelana chełmskiego Mikołaja i Elżbiety z Barszczowskich. Żonaty z Joanną z Boglewic miał syna Jana Samuela.
Podpisał elekcję Jana III Sobieskiego z województwem czernihowskim.